# Eduardo Agni
Eduardo Agni (Silveiras, 25 de março de 1966) é um violonista e compositor brasileiro radicado na Noruega.
Tornou-se conhecido no cenário da música instrumental por ter desenvolvido técnica e estilo próprios para tocar violão. Utilizando uma forma particular de tapping – técnica que consiste em se utilizar os dedos de ambas as mãos para se percutir as cordas na região do braço do instrumento – Agni constrói inusitadas engrenagens sonoras alicerçadas nos ritmos tradicionais brasileiros.
Gravou e realizou shows em parcerias com importantes expoentes da música brasileira como Mônica Salmaso, Flávio Venturini, Marlui Miranda, André Geraissati, Renato Braz, Duofel, Benjamin Taubkin, Teco Cardoso, Adriana Mezzadri e muitos outros.
Realizou turnês e gravações em mais de 30 países.
Em 2008 formou em Oslo, Noruega, a banda Amazon Ensemble, ao lado dos músicos Txai Fernando, Sigmund Vatvedt (Ziggy) e Tal Zimra Coleman - junto a qual realizou diversas turnês pela Europa.
Por vários anos atuou como produtor musical desenvolvendo coleções de CDs para a Editora Globo, Editora Três e Editora Digerati.
É também autor de trilhas premiadas para teatro, dança, cinema e TV.
Atuou como diretor musical de inúmeras produções teatrais como Zona de Guerra (Eugene O'Neil), O Nome (Jon Foss), Espectros (Henrik Ibsen), O Pelicano (August Strindberg), A Serpente no Jardim (Alan Ayckbourn), A Refeição (Newton Moreno) etc, ao lado de renomados dramaturgos e diretores de teatro como André Garoli, Denise Weinberg, Newton Moreno, Alexandre Tenório, José Eduardo Vendramini, Silney Siqueira, dentre outros.
Compôs trilhas sonoras para performances de importantes companhias brasileiras de dança como o Balé da Cidade de São Paulo, Cia de Dança do Amazonas, Cia Sociedade Masculina de Dança e Cia Nova Dança. Trabalhou em parceria com notórios coreógrafos como André Mesquita (Portugal), Ivonice Satie, Mariana Muniz e Zélia Monteiro.
Compôs música original para documentários de diretores como Raquel Valadares, Andrea Pasquini, Philipe Henry, Niels Boels (Dinamarca) Peeter Rebane e Kaido Veermae (Estonia).
Foi autor da trilha sonora da mini série João Miguel - TV Cultura - e contribuiu com a sonorização de programas das emissoras Rede Globo, SBT, TV Cultura e SescTV.
Nos últimos anos vem se apresentando no circuito dos festivais europeus.

## Discografia
- Kronos (Paradoxx Music - 1998);
- Um Outro Silêncio (Gravadora Eldorado);
- Oriki (Gravadoras Saga e Trama - 2003);
- Presságios (Gravadora Sonhos e Sons - 2007);
- Layers of Now (Akasham Records - 2013);
- A Way Beyond (Akasham Records - 2015);
- Mae Inini (com o grupo Amazon Ensemble - Wante Music - 2008);
- Enchanted (com o grupo Amazon Ensemble - Wante Music - 2016);
- Rumos Musicais (coletânea organizada pelo Instituto Cultural Itaú - 1998);
- Greenpeace (coletânea organizada pelo Greenpeace Brasil - 1999);